# Coon (Wisconsin)
Coon – miasto w Stanach Zjednoczonych, w stanie Wisconsin, w hrabstwie Vernon.